# Nowa Jasienica
Nowa Jasienica [ˈnɔva jaɕeˈnit͡sa] (trước đây là Đức Neu Jasenitz) - là một khu định cư ở khu hành chính của Cảnh sát Gmina, thuộc Hạt Cảnh sát, West Pomeranian Voivodeship, ở phía tây bắc Ba Lan, gần biên giới Đức. Nó nằm khoảng 12 kilômét (7 mi) phía tây bắc của Cảnh sát và 23 km (14 mi) phía tây bắc của thủ đô khu vực Szczecin.

## Lịch sử

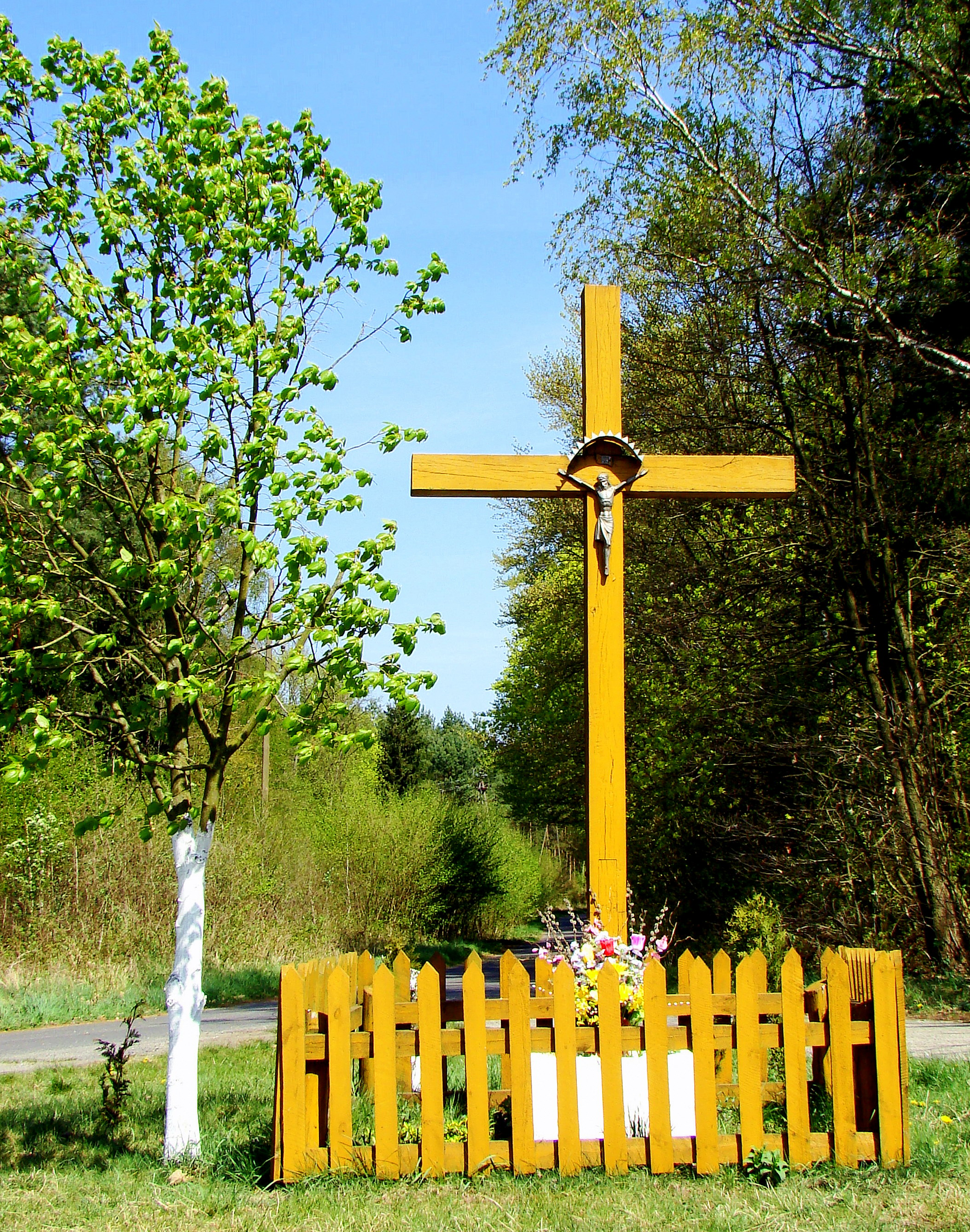
Nowa Jasienica, thánh giá Kitô giáo

Trước năm 1945, khu vực này là một phần của Đức. Đối với lịch sử của khu vực, xem Lịch sử của Pomerania.
Nowa Jasienica, được biết đến với tên Neu Jasenitz cho cư dân của mình khi còn là một phần của Đức, đã trở thành một phần của Ba Lan sau khi Thế chiến II kết thúc và đổi tên thành Nowa Jasienica của Ba Lan.
Dưới đây là một dòng thời gian cho thấy lịch sử của các chính quyền khác nhau mà thành phố này đã được đưa vào.
Thành viên chính trị - hành chính
- liên_kết= 1815 - 1866: Liên bang Đức, Vương quốc Phổ, Pomerania
- liên_kết= 1866 - 1871: Liên minh Bắc Đức, Vương quốc Phổ, Pomerania
- liên_kết= 1871 - 1918: Đế quốc Đức, Vương quốc Phổ, Pomerania
- liên_kết= 1919 - 1933: Weimarer Republik, Nhà nước Phổ tự do, Pomerania
- liên_kết= 1933 - 1945: Đức Quốc xã, Pomerania
- liên_kết= Năm 1945 - 1946: Cảnh sát Eniances, (khu vực báo cáo với Hồng quân)
- liên_kết= 1946 - 1952: Cộng hòa Nhân dân Ba Lan, Szczecin Voivodeship
- liên_kết= 1952 - 1975: Cộng hòa Nhân dân Ba Lan, Szczecin Voivodeship
- liên_kết= 1975 - 1989: Cộng hòa Nhân dân Ba Lan, Szczecin Voivodeship
- liên_kết= 1989 - 1998: Ba Lan, Szczecin Voivodeship
- liên_kết= 1999 - Hiện tại: Ba Lan, Western Pomerania, Hạt cảnh sát powiat, Cảnh sát gmina

Nhân khẩu học
- Làng có dân số: 
  - 1786 - 38
  - 1939 - 40
  - Năm 1972 - 30

## Du lịch
- Đường dẫn PTTK (lối đi màu đen liên_kết= Szlak Parków i Pomników Przyrody) trong một khu vực của Nowa Jasienica trong rừng Wkrzanska.